# Јапанска лака крстарица Сакава
Крстарица Сакава (јап:酒匂 軽巡洋艦) је била последњи од четири брода јапанских лаких крстарица класе Агано, а уједно је била и последња крстарица коју је Јапан изградио у Другом светском рату. Добила је име по реци Сакава, која протиче кроз префектуру Канагава, Јапан. Након рата, потапају је Американци приликом нуклеарне пробе код атола Бикини.

## Позадина
Лаке крстарице класе Агано су биле намењене да служе као брзи, лако оклопљени командни бродови група разарача или подморница, и требало је да замене раније класе лаких крстарица које су изграђене одмах након Првог светског рата.

## Служба

### Јапанска морнарица
Крстарица Сакава је грађена у бродоградилишту Сасебо и завршена је 30. новембра 1944. године, и одмах је уврштена у Комбиновану флоту, са базом у месту Јокосука. Дана, 15. јануара 1945. године, Сакава постаје заставни брод 11. флотиле разарача, и врши тренажну обуку са новим разарачима по Унутрашњем мору, а учествује и у серији тестова нових антирадарских заштитних премаза.
Сакава је 1. априла 1945. године, уврштена у Другу флоту, и укључена је у операцију „Тен-Го“ – самоубилачка мисија јапанске флоте против америчке инвазионе флоте, које се налазила код Окинаве. По оригиналном плану, Сакава је требало да учествује заједно са бојним бродом Јамато и крстарицом Јахаги, али како није било довољно горива, крстарица Сакава и њена флотила разарача не учествују у овој мисији. Након потапања бојног брода Јамато и крстарице Јахаги, Сакава се враћа назад и Комбиновану флоту.
У време капитулације Јапана, 2. септембра 1945. године, Сакава се налазила у бази Маизуру, и била један од ретких јапанских већих бродова који су још могли да плове. Сакава током рата није учествовала ни у једној ратној операцији. Дана, 5. октобра 1945. године, Сакава је официјелно избрисина из списка јапанске ратне морнарице.

### Америчка морнарица
Крстарицу Сакава, по завршетку Другог светског рата, заробљавају Американци, разоружавају, и користе је октобра 1945. године, за евакуацију 1.339 јапанских војника, стационираних на четири острва из јужне групе Палау острва. Она остаје у Репарационом сервису, транспортујући трупе ка Јапану, све до пред крај фебруара 1946. године.
Дана, 25. фебруара 1946. године, крстарицу Сакава преузима Америчка ратна морнарица, која планира да је употреби, заједно са осталим преживелим јапанским бродовима, у атомском експерименту код атола Бикини. Америчка посада је открила да се у трупу брода налази вода и да је пун пацова, а да већина бродских система не функционише. Сакава напушта луку Јокосука и креће ка Ениветоку, 18. марта 1946. године, заједно са 165 америчких чланова посаде, придружујући се јапанском бојном броду Нагато, који је такође имао америчку посаду. Десет дана касније, 300 наутичких миља од Ениветока, Сакава почиње да се ломи. Бојни брод Нагато покушава да вуче крстарицу, али тада на Нагату пуца котао и гориво излази из брода. Један танкер, Nickajack Trail, је послат да попуни бродове горивом, али се уз пут, због лошег времена насукао на један подводни гребем, и био је изгубљен. Сакава на крају стиже до Ениветока тек 1. априла 1946. године.
Током операције „Crossroads“, 1. јула 1946. године, Сакава и Нагато су били примарни бродови мете у ваздушном нападу атомском бомбом, заједно са америчким бојним бродовима Арканзас, Њујорк, Невада и Пенсилванија. Сакава је била причвршћена уз леви бок бојног брода Невада, и са те стране је бомба била бачена. Експлозија бомбе се догодила на свега 450 метара изнад десног бока крме. Експлозија проузрокује пожар на броду, који ће трајати 24 сата, оштећује њен труп и надградњу и прелама крму. Након теста, један реморкер, Achowani, покушава да одвуче Сакаву до обале, како би спречио потапање другог брода (Невада), иако је крстарица била сва у пламену. Сакава почиње да тоне истог тренутка када је кренуто са вучом, и, како су бродови били повезани ужетом, Achowani почињи да бива вучен све више под воду. Након неколико покушаја, посада успева да пресече уже једном ацетиленском бакљом. Крстарица Сакава тоне 2. јула 1946. године, заједно са једним делом кабла који је остао причвршћен на њој.
Друга тест нуклеарна експлозија се догогила на свега 150 метара од места где је Сакава потонула.